# Miss Mundo Chile 2015
El Miss Mundo Chile 2015 fue la cuadragésima primera (41.º) edición del certamen Miss Mundo Chile, cuya final se llevó a cabo el jueves 3 de septiembre de 2015 en la ciudad de Santiago, Chile, en el Teatro Teletón.  Candidatas de regiones del país compitieron por el título. Al final del evento, Miss Mundo Chile 2014 coronó a Fernanda Sobarzo como su sucesora. La ganadora representó a Chile en el Miss Mundo 2015 en Sanya, China. Adicionalmente se escogió las representante a Reina Hispanoamericana 2015 en  Santa Cruz, Bolivia.

## Resultados
| Resultado                      | Candidata            |
| ------------------------------ | -------------------- |
| Miss Mundo Chile 2015          | - Fernanda Sobarzo   |
| Miss Hispanoamérica Chile 2015 | - Sofía Saavedra     |
| 1.ª Finalista                  | - Lia González       |
| 2.ª finalista                  | - Nicole López       |
| 3.ª finalista                  | - Carolina Montalbán |

## Premiaciones  Especiales
| Premio                | Candidata Ganadora |
| --------------------- | ------------------ |
| Belleza con Propósito | Fernanda Sobarzo   |
| Talento               | Lia González       |
| Sport & Fitness       | Colomba Blásquez   |
| Top Model             | Dafne Schneider    |
| Multimedia            | Dafne Schneider    |
| Miss Rostro           | Carolina Montalbán |
| Miss Fotogénica       | Fernanda Sobarzo   |
| Miss Simpatía         | Lia González       |
| Mis Popularidad       | Nicole López       |
| Miss Elegancia        | Fernanda Sobarzo   |
| Miss Cuerpo:          | Sofía Saavedra     |

## Áreas de competencia

### Jurado final
Estos son miembros del jurado que evaluaron a las finalistas de  Miss Mundo Chile 2015:
- Soledad García - Miss Mundo Chile 1984
- Yasna Usasteis -  Miss Mundo Chile 1987
- María Isabel Jara - Miss Mundo Chile 1990
- Luz Francisca Valenzuela -  Miss Mundo Chile 1996
- Paulina Mladinic - Miss Mundo Chile 1997
- Constanza Silva - Miss Mundo Chile 2006
- Gabriela Pulgar -  Miss Mundo Chile 2011
- Camila Recabarren - Miss Mundo Chile 2012
- Camila Andrade -  Miss Mundo Chile 2013
- Khalil Cassis - Gerente General Ellesse
- Christián Vidal -  abogado de Chilean Charm
- Keno Manzur y Ricardo Güiraldes - Directores Nacionales de Miss Mundo Chile

## Candidatas
15 candidatas compitieron en el certamen:
(En la tabla se utiliza su nombre completo, los sobrenombres van entrecomillados y los apellidos utilizados como nombre artístico, entre paréntesis; fuera de ella se utilizan sus nombres «artísticos» o simplificados)
| Nro | Candidata                           | Edad | Estatura (m) | Ciudad Natal    |
| --- | ----------------------------------- | ---- | ------------ | --------------- |
| 1   | Lia González                        | 20   | 1,70 m       | Valdivia        |
| 2   | Carolina Montalbán                  | 20   | 1,78 m       | Viña del Mar    |
| 3   | Fernanda Andrea Sobarzo Aguilera    | 20   | 1,71 m       | Santiago        |
| 4   | Pamela Sepúlveda                    | 23   | 1,68 m       | Santiago        |
| 5   | Constanza Wilder                    | 23   | 1,68 m       | Temuco          |
| 6   | Nicole López Cerda                  | 23   | 1,75 m       | Puerto Saavedra |
| 7   | Valentina Fornés Soza               | 17   | 1,69 m       | Quilpué         |
| 8   | Sofía Webb                          | 17   | 1,70 m       | Santiago        |
| 9   | Javiera Lorca                       | 19   | 1,73 m       | Santiago        |
| 10  | Sofía del Rocío Saavedra Valderrama | 24   | 1,76 m       | Viña del Mar    |
| 11  | Scarlet Slette Astroza Said         | 19   | 1,71 m       | Temuco          |
| 12  | Francisca Tapia                     | 23   | 1,70 m       | Santiago        |
| 13  | Paz Valenzuela                      | 22   | 1,69 m       | Santiago        |
| 14  | Colomba Blasquez Puga               | 25   | 1,79 m       | Santiago        |
| 15  | Dafne Schneider                     | 21   | 1,78 m       | Viña del Mar    |